# Mienica
 Mienica – potok górski, lewy dopływ Bobru o długości 5,01 km.
Potok płynie w Sudetach Zachodnich, w Rudawach Janowickich, w woj. dolnośląskim. Jego źródła położone są na wysokości ok. 680 m n.p.m., na wschodnim zboczu Dziczej Góry poniżej Przełęczy Rędzińskiej, we wschodnio-środkowej części Rudaw Janowickich, na obszarze Rudawskiego Parku Krajobrazowego. W górnym biegu potok płynie w kierunku wschodnim zalesioną doliną. Na wysokości 520 m n.p.m. potok opuszcza zalesiony teren i skręca na północny wschód w kierunku miejscowości Wieściszowice. Dalej potok  wzdłuż drogi wśród łąk i zabudowań Wieścieszowic i przyległych przysiółków płynie w kierunku Marciszowa. Przed Marciszowem potok opuszcza granice Parku Krajobrazowego i po 250 metrach uchodzi do Bobru. Zasadniczy kierunek biegu potoku jest północno-wschodni. Jest to potok górski odwadniający wschodnio-środkową część Rudaw Janowickich o korycie kamienisto żwirowym. W większości swojego biegu płynie zabudowanym terenem, przyjmując wody mniejszych bezimiennych strumieni. W większości swojego biegu potok jest nieuregulowany, o wartkim prądzie wody, w okresach wzmożonych opadów i wiosennych roztopów stwarza zagrożenie powodziowe. Kilkakrotnie występował z brzegów zalewając przyległe tereny i wyrządzając nieznaczne szkody.